# Giuseppe Casoria
Giuseppe Casoria, (ur. 1 października 1908 w Acerra, zm. 8 lutego 2001 w Rzymie) – włoski duchowny katolicki, kardynał prefekt Kongregacji do spraw Kultu Bożego i Dyscypliny Sakramentów.
Po ukończeniu szkoły podstawowej wstąpił do seminarium biskupiego w Acerra, następnie uczęszczał do gimnazjum państwowego w Neapolu, po czym rozpoczął studia teologiczne w Papieskim Seminarium Regionu Kampania, prowadzonym przez Jezuitów w Posillipo. 21 grudnia 1930 roku przyjął święcenia kapłańskie i rozpoczął pracę jako wykładowca w seminarium diecezji neapolitańskiej. Jednocześnie kontynuował studia na różnych wydziałach. Uzyskał stopnie akademickie w dziedzinie teologii, filozofii, obojga praw i nauk politycznych. Był profesorem w seminariach regionalnych w Potenzy i w Molfetcie. 6 stycznia 1972 roku Paweł VI mianował go biskupem tytularnym Forum Novum, nadając mu tytuł personalny arcybiskupa. Sakrę biskupią otrzymał 13 lutego 1972 roku w bazylice św. Piotra. Jako ekspert w dziedzinie prawa brał czynny udział w obradach Soboru Watykańskiego II. 2 lutego 1973 roku został sekretarzem Kongregacji Spraw Kanonizacyjnych. 24 sierpnia 1981 roku Jan Paweł II mianował go proprefektem Kongregacji ds. Kultu Bożego i Dyscypliny Sakramentów, a na konsystorzu 2 lutego 1983 roku wyniósł do godności kardynalskiej. Po włączeniu go do kolegium kardynalskiego został prefektem wspomnianej kongregacji, funkcję tę pełnił do 8 kwietnia 1984 roku.